# 서버비콘
《서버비콘》(영어: Suburbicon)는 2017년 10월 개봉한 미국의 범죄 코미디 영화이다. 조지 클루니가 감독과 각본을 맡았으며, 코언 형제가 각본에 참여했다. 제74회 베네치아 영화제 경쟁부문 진출작이다.

## 출연진
- 맷 데이먼 - 가드너 역
- 줄리안 무어 - 로즈 / 마가렛 역
- 노아 주프 - 닉키 역
- 오스카 아이삭 - 버드 역
- 글렌 플레쉬러 - 슬론 역
- 메간 퍼거슨 - 준 역
- 카리마 웨스트브룩 - 미세스 메이어스 역
- 잭 콘리 - 하이타워 역
- 마이클 D. 코헨 - 스트레치 역
- 게리 바사라바 - 미치 역
- 스티브 먼로 - 헨리 역
- 레이스 M. 버크 - 미스터 메이어스 역
- 알렉스 하셀 - 루이스 역
- 토니 애스피노사 - 앤디 메이어스 역
- 대시 윌리엄스 - 월터스 역
- 에릭 오드 - 폭동 경찰 역
- 카터 하스팅스 - 피터슨 역
- 스티븐 M. 포터 - 뉴웰 역
- 마라 페어클로프 - 쇼핑하는 여자 역